# Reihenschema der ÖBB
Das Reihenschema der ÖBB entstand 1953 in Anlehnung an das Reihenschema der kkStB und BBÖ einerseits und an das Baureihenschema der Deutschen Reichsbahn andererseits.

## Dampflokomotiven

### Normalspurlokomotiven
Da die Ära der dampfbetriebenen Fahrzeuge absehbar ihrem Ende entgegenging (der letzte planmäßige dampflokgezogene Zug auf österreichischen Normalspurgleisen verkehrte – abgesehen vom Dampfbetrieb am Erzberg – aber erst am 31. Dezember 1976), entschied man sich, das Reihenschema der kkStB und BBÖ für Dampflokomotiven nicht mehr wiederherzustellen, sondern im Wesentlichen das Schema der Deutschen Reichsbahn beizubehalten. Dies auch, um dem Personal eine weitere Umstellung zu ersparen.
Prinzipiell sollte die Reihenbezeichnung vierstellig sein, wobei den Dampflokomotiven die „0“ als Tausenderstelle zugedacht war. Jedoch wurden die führenden Nullen bei den Dampfloks nicht angeschrieben.
Die von der DR eingeführten Reihenbezeichnungen blieben mit Ausnahme der Reihe 98 bestehen.
Diese wurden den Schmalspurlokomotiven zugeteilt.
Die normalspurigen Lokalbahnlokomotiven wurden als Güterzugtenderlokomotiven eingeordnet.
Damit ergab sich folgendes Schema:
- 1–19: Schnellzuglokomotiven
- 20–39: Personenzuglokomotiven
- 40–59: Güterzuglokomotiven
- 60–79: Schnell- und Personenzugtenderlokomotiven
- 80–96: Güterzugtenderlokomotiven
- 97: Zahnradlokomotiven

Hunderterstellen wurden wie bei der kkStB und BBÖ zur Kennzeichnung von Bauartunterschieden verwendet.
Es gab:
- 0–5: ehemalige österreichische Bauarten, Einheits- und Kriegslokomotiven der DR
- 6–8: deutsche Länderbahnbauarten
- 9: sonstige Bauarten ausländischer Herkunft

Tendern wurde unter Voransetzung der Kennziffer „9“ wieder ihre frühere BBÖ-Bezeichnung zugeteilt.
Die ÖBB beschaffte keine neuen Normalspur-Dampflokomotiven, sodass diesem Schema keine neuen Reihen hinzugefügt werden mussten.

### Schmalspurlokomotiven
Für Schmalspurlokomotiven wurden die Reihen 98 und 99 mit entsprechenden Bauartunterschiede kennzeichnenden Hunderterstellen festgelegt.
Es gab:
- 1–5: ehemalige österreichische Schmalspurreihen
- 6–9: Schmalspurloks deutscher Herkunft (Heeresfeldbahn)

Die Reihe 999 war für Schmalspur-Zahnradlokomotiven reserviert.
Zusätzlich kamen wieder Index-Ziffern (vgl. Reihenschema der kkStB und BBÖ) zur Anwendung.
Die von der ÖBB 1996 neu beschafften Zahnrad-Dampflokomotiven für die Schafbergbahn erhielten die Reihenbezeichnung 999.2.

## Elektrolokomotiven
Nach dem Zweiten Weltkrieg führte die ÖBB 1953 ein neues Bezeichnungssystem für Elektrolokomotiven ein, das sich wesentlich vom Reihenschema der kkStB und BBÖ und von dem der DR unterschied.
Vom Reihenschema der kkStB und BBÖ wurde übernommen, dass die Reihennummer als vierstellig festgelegt wurde, wobei elektrische Lokomotiven
eine „1“ als Tausenderstelle zugewiesen bekamen.
Das Schema sah folgendermaßen aus:
- 1001–1019: Schnellzuglokomotiven
- 1020–1039: Güterzuglokomotiven
- 1040–1059: Lokomotiven für gemischte Einsätze (Universallokomotiven)
- 1060–1069: Verschublokomotiven
- 1070–1089: bleibt frei und wird zunächst mit Altbaulokomotiven besetzt
- 1090–1099: Schmalspurlokomotiven

Bauartunterschiede spiegelten sich in der Hunderterstelle oder in Index-Ziffern wider.
Wenn die Hunderterstelle eine „8“ ist, handelt es sich um eine Lokomotivreihe, die sowohl mit Gleich- als auch mit Wechselstrom betrieben werden kann
(z. B. ÖBB 1822).
In letzter Zeit wurde dieses Schema allerdings aufgeweicht. So bekamen etwa die als wendezugtauglich umgebauten 1042 die neue Reihenbezeichnung 1142.
Die neu beschafften Universallokomotiven der ÖBB, die eigentlich eine Nummer im Bereich 1040–1059 erhalten hätten müssen, wurden als 1016 und 1116 (Mehrsystem) eingereiht. Die auch für Gleichstrom geeignete Variante, die dann eigentlich „1846“ bzw. „1847“ heißen müsste, bekam die Nummer 1216 zugewiesen.

## Verbrennungsmotorlokomotiven
Bei den Verbrennungsmotorlokomotiven erstellte die ÖBB ein Schema, das ähnlich dem für Elektroloks war.
In Anlehnung an das Reihenschema der kkStB und BBÖ war es vierstellig und reservierte die „2“ als Tausenderstelle für Verbrennungsmotorlokomotiven.
Es sieht mittlerweile wie folgt aus:
- 2000–2039: große Streckenlokomotiven
- 2040–2059: Streckenlokomotiven für gemischte Einsätze (Universallokomotiven für Reise- und Güterzüge)
- 2060–2070: Verschublokomotiven
- 2090–2099: Schmalspurlokomotiven

## Dampftriebwagen
Für Dampftriebwagen stellte die ÖBB ebenfalls ein vierstelliges Schema auf, wobei die Tausenderstelle als „3“ festgelegt wurde.
Es gab nur die Reihen 3041 und 3071.

## Elektrische Triebwagen
Elektrische Triebwagen erhielten auch ein vierstelliges Schema, wobei die Tausenderstelle als „4“ festgelegt wurde.
Steuerwagen und Zwischenwagen haben ebenfalls eine vierstellige Reihennummer, deren Tausenderstelle „6“ bzw. „7“ ist.
- 4000–4019: Schnelltriebwagen für den Städteverkehr
- 4020–4039: Schnellbahntriebwagen für den innerstädtischen und Umlandverkehr
- 4040–4060: Altbaureihen
- 4090–4099: Schmalspur

Eine als Gepäcklokomotive für den leichten Städteverkehr konzipierte Maschine wurde zunächst als 4061 eingereiht, bekam aber später die
Reihennummer 1046 zugeordnet.

## Verbrennungsmotortriebwagen
Die ÖBB erstellte für ihre Verbrennungsmotortriebwagen ein vierstelliges Schema, wobei die Tausenderstelle als „5“ festgelegt wurde.
Steuerwagen und Zwischenwagen haben ebenfalls eine vierstellige Reihennummer, deren Tausenderstelle „6“ bzw. „7“ ist.
Die Nummern 5090–5099 sind für Schmalspurfahrzeuge reserviert. Die meisten normalspurigen neu in Dienst gestellten Triebwagen kamen in die 40er-Gruppe des Schemas.

## Computernummern
Ab 1986 waren Fahrzeugnummern computerlesbar anzuschreiben.
Bei den ÖBB ist das eine achtstellige Nummer bestehend aus der vierstelligen Reihennummer, der dreistelligen Ordnungsnummer und einer durch einen Bindestrich abgesetzten Prüfziffer. Die Prüfziffer wird aus den ersten sieben Stellen berechnet. Dazu wird die Quersumme der Ziffernfolge gebildet, die sich ergibt, wenn man die sieben Ziffern abwechselnd mit 2 und 1 multipliziert (erste Stelle mit 2, zweite mit 1, dritte wieder mit 2 usw.); die Differenz dieser Quersumme zum nächsten Vielfachen von Zehn bildet die Prüfziffer. Bei der Eingabe in Rechner wird über die Prüfziffer eine Plausibilitätskontrolle ausgeführt, die beispielsweise Ziffernstürze erkennt. Die bisher in altösterreichischer Tradition zur Trennung von Stamm- und Ordnungsnummer verwendeten Punkte entfielen mit dieser Umstellung. Bisher zweistellige Ordnungsnummern wurden durch Einfügen einer führenden Null dreistellig.

### Beispiele
| Bedeutung von 1014 005-1 | Bedeutung von 1014 005-1                                    |
| ------------------------ | ----------------------------------------------------------- |
| 1014                     | Reihennummer → erste Ziffer (1) steht für Elektrolokomotive |
| 005                      | Ordnungsnummer                                              |
| 1                        | Prüfziffer                                                  |

1014 005-1:
```
Nummer:        1  0  1  4   0  0  5
Multiplikator: 2  1  2  1   2  1  2
Ergebnis:      2  0  2  4   0  0  10
Quersumme:     2+ 0+ 2+ 4+  0+ 0+ 1+0 = 9
Differenz zum nächsten Vielfachen von 10: (10−9=) 1
1 = Prüfziffer
```

1116 064-5:
```
Nummer:        1  1  1  6   0  6  4
Multiplikator: 2  1  2  1   2  1  2
Ergebnis:      2  1  2  6   0  6  8
Quersumme:     2+ 1+ 2+ 6+  0+ 6+ 8 = 25
Differenz zum nächsten Vielfachen von 10: (30−25=) 5
5 = Prüfziffer
```

1142 606-1:
```
Nummer:         1  1  4  2   6  0  6
Multiplikator:  2  1  2  1   2  1  2
Ergebnis:       2  1  8  2  12  0 12
Quersumme:      2+ 1+ 8+ 2+1+2+ 0+1+2 = 19
Differenz zum nächsten Vielfachen von 10: (20−19=) 1
1 = Prüfziffer
```

Entsprechend einer seit 2007 geltenden UIC-Regelung wird an den Seitenwänden von Triebfahrzeugen wie schon seit den 1960er Jahren bei Wagen eine zwölfstellige Fahrzeugnummer angeschrieben, die aus zwei Stellen zur Beschreibung der Triebfahrzeugart (Bauartcode, die erste Stelle ist bei Triebfahrzeugen immer eine 9), des zweistelligen Länder-Codes und der oben beschriebenen achtstelligen Nummer bestehen soll, wobei sich die Berechnung der Prüfziffer über alle elf anderen Stellen erstreckt.
Im Gegenzug wird seitdem an den Triebfahrzeugfrontseiten nur mehr die vierstellige Reihen- und die dreistellige Ordnungsnummer (also ohne Prüfziffer) angebracht.
Die ersten nach dieser Regelung angeschriebenen Lokomotiven waren die der Reihe 1216.
Die an den Seitenwänden angebrachte vollständige Fahrzeugnummer der 1216 141 lautet damit 91 81 1216 141-2.